# 钟国楚
钟国楚（1912年11月—1996年4月30日），男，江西兴国人，中国人民解放军将领、中国人民解放军开国少将。

## 生平
钟国楚是江西省兴国县埠头乡人。1930年加入中国共产党。曾任中国人民志愿军23军军长。1955年，授予中国人民解放军少将。

## 家庭
妻子琚逸芳。